# Japan Football League 1993
Die Japan Football League 1993 war die zweite Spielzeit der Japan Football League, einer Liga auf der zweiten und dritten Stufe der japanischen Fußball-Ligenhierarchie. An ihr nahmen insgesamt zwanzig Vereine teil.
Meister und Aufsteiger in die J. League 1994 wurde Fujita, daneben schaffte auch der Zweitplatzierte Júbilo Iwata den Sprung in den bezahlten Fußball. Einziger Absteiger aus der Division 2 in die Regionalliga war Toho Titanium, nachdem sich sowohl Seinō Transportation als auch Kofu Soccer Club in ihren Relegationsspielen gegen die beiden bestplatzierten Mannschaften der Regionalliga-Finalrunde behaupten konnten.
Beide Divisionen wurden nach Ende der Saison bedingt durch den Rückzug und der anschließenden Auflösung der beiden Division 2-Mannschaften NKK und Toyota Motor Higashi-Fuji zusammengelegt.

## Modus
Die zwanzig Mannschaften teilten sich in zwei Divisionen zu je zehn Teams auf. Jede Division spielte ein einfaches Doppelrundenturnier, sodass jeder Verein insgesamt 18 Spiele absolvieren musste. Analog zum Modus der J. League 1993 gab es keine Unentschieden; bei Gleichstand nach 90 Minuten wurde die Spielzeit um zweimal fünfzehn Minuten verlängert, wobei die Golden-Goal-Regel zur Anwendung kam. Stand es danach immer noch unentschieden, wurde der Sieger des Spieles durch Elfmeterschießen bestimmt. Die Tabelle wurde nach den folgenden Kriterien erstellt:
1. Anzahl der Siege
2. Tordifferenz
3. Erzielte Tore
4. Ergebnisse der Spiele untereinander
5. Entscheidungsspiel oder Münzwurf

Die beiden besten Mannschaften der Division 1 stiegen in die J. League 1994 auf, sofern sie den Status eines sogenannten Associate Members der J. League hatten. Zwischen den beiden Divisionen sollten am Ende der Saison je zwei Mannschaften ausgetauscht werden, dies wurde jedoch durch den Rückzug zweier Mannschaften zum Ende der Saison und der darauffolgenden Zusammenlegung der beiden Divisionen obsolet. Die schlechteste Mannschaft der Division 2 stieg in die entsprechende Regionalliga ab, die beiden darüberliegenden Mannschaften bestritten Relegationsspiele gegen die beiden besten Mannschaften der Regionalliga-Finalrunde.

## Teilnehmer
Wie im Vorjahr nahmen insgesamt zwanzig Mannschaften in zwei Divisionen teil. Die besten acht Mannschaften der Vorsaison und die beiden Aufsteiger aus der Division 2 des Vorjahres bildeten hierbei die Division 1.
Mit Start der J. League wurde ein sogenanntes Associate Membership-System eingeführt. Dies bedeutete, dass am Profifußball interessierte Vereine einen Aufnahmeantrag stellen konnten, dem bei Erreichen aller wirtschaftlichen und organisatorischen Voraussetzungen und gleichzeitigem Erreichen einer Platzierung unter den beiden besten Mannschaften einer Saison entsprochen wurde. In der Saison 1993 erhielten die drei Vereine Fujita, Yamaha FC Júbilo Iwata und Hitachi FC Kashiwa Reysol diesen Status. Yamaha und Hitachi benannten ihre Teams hierbei offiziell vor Saisonbeginn um, während Fujita den Namen Shonan Bellmare nur inoffiziell mitführte.
| Verein                    | Stadt/Region                       | Trägerbetrieb         |
| ------------------------- | ---------------------------------- | --------------------- |
| Chūō Bōhan                | Fujieda, Shizuoka                  | Chūō Bōhan            |
| Fujita                    | Hiratsuka, Kanagawa                | Fujita Industries     |
| Fujitsu                   | Kawasaki, Kanagawa                 | Fujitsu               |
| Hitachi FC Kashiwa Reysol | Kashiwa, Chiba                     | Hitachi               |
| Kyōto Shiko Club          | Kyōto, Kyōto                       | —                     |
| Ōtsuka Pharmaceutical     | Tokushima, Tokushima               | Ōtsuka Pharmaceutical |
| Tōkyō Gas                 | Tokio                              | Tōkyō Gas             |
| Toshiba                   | Kawasaki, Kanagawa                 | Toshiba               |
| Yamaha FC Júbilo Iwata    | Iwata, Shizuoka                    | Yamaha Motor          |
| Yanmar Diesel             | Präfekturen Hyōgo, Osaka und Shiga | Yanmar                |

Die beiden Absteiger aus der Division 1 des Vorjahres, die sechs Teams auf den Plätzen 3 bis 8 der letzten Saison sowie die beiden besten Mannschaften der Regionalliga-Finalrunde, PJM Futures und Toyota Motors Higashi-Fuji FC, formten die Division 2.
| Verein                        | Stadt/Region        | Trägerbetrieb                  |
| ----------------------------- | ------------------- | ------------------------------ |
| Cosmo Oil Yokkaichi FC        | Yokkaichi, Mie      | Cosmo Oil                      |
| Honda Motors                  | Hamamatsu, Shizuoka | Honda                          |
| Kawasaki Steel                | Kurashiki, Okayama  | Kawasaki Steel                 |
| Kofu Soccer Club              | Kofu, Yamanashi     | —                              |
| NKK                           | Kawasaki, Kanagawa  | Nihon Kokan                    |
| NTT Kantō                     | Präfektur Saitama   | Nippon Telegraph and Telephone |
| PJM Futures                   | Hamamatsu, Shizuoka | PJM Japan                      |
| Seinō Transportation          | Präfektur Gifu      | Seinō Transportation           |
| Toho Titanium                 | Chigasaki, Kanagawa | Toho Titanium                  |
| Toyota Motors Higashi-Fuji FC | Präfektur Shizuoka  | Toyota                         |

## Statistiken

### Abschlusstabelle Division 1
| Pl.                    | Verein                    | Sp. | S  | N  | Tore  | Diff. |
| ---------------------- | ------------------------- | --- | -- | -- | ----- | ----- |
| 01                     | Fujita                    | 18  | 16 | 02 | 49:12 | +37   |
| 02                     | Yamaha FC Júbilo Iwata    | 18  | 14 | 04 | 31:15 | +16   |
| 03                     | Toshiba                   | 18  | 11 | 07 | 42:30 | +08   |
| 04                     | Ōtsuka Pharmaceutical     | 18  | 10 | 08 | 33:39 | –06   |
| 05                     | Hitachi FC Kashiwa Reysol | 18  | 09 | 09 | 41:24 | +17   |
| 06                     | Fujitsu                   | 18  | 08 | 10 | 27:37 | −10   |
| 07                     | Yanmar Diesel             | 18  | 07 | 11 | 34:43 | −09   |
| 08                     | Tokyo Gas                 | 18  | 07 | 11 | 20:31 | −11   |
| 09                     | Chūō Bōhan (N)            | 18  | 06 | 12 | 25:39 | −14   |
| 10                     | Kyōto Shiko Club (N)      | 18  | 02 | 16 | 20:52 | −32   |
| Stand: Ende der Saison |                           |     |    |    |       |       |

Aufstiegsberechtigte Vereine: Fujita, Yamaha FC Júbilo Iwata, Hitachi FC Kashiwa Reysol
| (N) | Aufsteiger aus der Division 2 1992: Chūō Bōhan, Kyōto Shiko Club |

### Abschlusstabelle Division 2
| 01                     | Honda Motors (A)                  | 18 | 15 | 03 | 62:21 | +41 |
| 02                     | PJM Futures (N)                   | 18 | 15 | 03 | 46:9  | +37 |
| 03                     | NKK (A)                           | 18 | 14 | 04 | 37:17 | +20 |
| 04                     | Cosmo Oil Yokkaichi               | 18 | 11 | 07 | 30:26 | +04 |
| 05                     | Kawasaki Steel                    | 18 | 10 | 08 | 30:23 | +07 |
| 06                     | Toyota Motors Higashi-Fuji FC (N) | 18 | 06 | 12 | 25:33 | −08 |
| 07                     | NTT Kantō                         | 18 | 06 | 12 | 20:30 | −10 |
| 08                     | Seinō Transportation              | 18 | 06 | 12 | 20:42 | −22 |
| 09                     | Kofu Soccer Club                  | 18 | 06 | 12 | 15:37 | −22 |
| 10                     | Toho Titanium                     | 18 | 01 | 17 | 10:57 | −47 |
| Stand: Ende der Saison |                                   |    |    |    |       |     |

| (A) | Absteiger aus der Division 1 1992: Honda Motors, NKK                             |
| (N) | Aufsteiger aus der Regionalliga 1992: PJM Futures, Toyota Motors Higashi-Fuji FC |

### Relegation
An den Relegationsspielen um drei freie Plätze in der Japan Football League 1994 nahmen insgesamt vier Mannschaften teil. Neben Seinō Transportation, Tabellenachter der abgelaufenen Saison, sowie dem Tabellenneunten Kofu Soccer Club waren dies der Gewinner der Regionalligen-Finalrunde Nippon Denso sowie der Zweitplatzierte NEC Yamagata.
Es wurden insgesamt zwei Runden gespielt. In der ersten Runde traf der besserplatzierte Division 2-Teilnehmer auf den schlechteren der beiden Finalrunden-Teilnehmer, entsprechend spielte der schlechtere der beiden Division 2-Vereine gegen den Finalrundenmeister. Die Sieger der beiden Spiele waren für die kommende Saison qualifiziert, die Verlierer spielten in einem weiteren Spiel den dritten Teilnehmer aus. In allen Spielen kam, sofern nötig, bei Gleichstand nach 90 Minuten eine Verlängerung mit Golden-Goal-Regel sowie ein Elfmeterschießen zur Anwendung.
1. Runde
|                      | Ergebnis |              |
| -------------------- | -------- | ------------ |
| Seinō Transportation | 1:0      | NEC Yamagata |
| Kofu Soccer Club     | 2:1      | Nippon Denso |

Seinō Transportation und Kofu Soccer Club verbleiben in der Japan Football League.
2. Runde
|              | Ergebnis |              |
| ------------ | -------- | ------------ |
| Nippon Denso | 0:2      | NEC Yamagata |

NEC Yamagata steigt in die Japan Football League auf.